# Kálmán Darányi

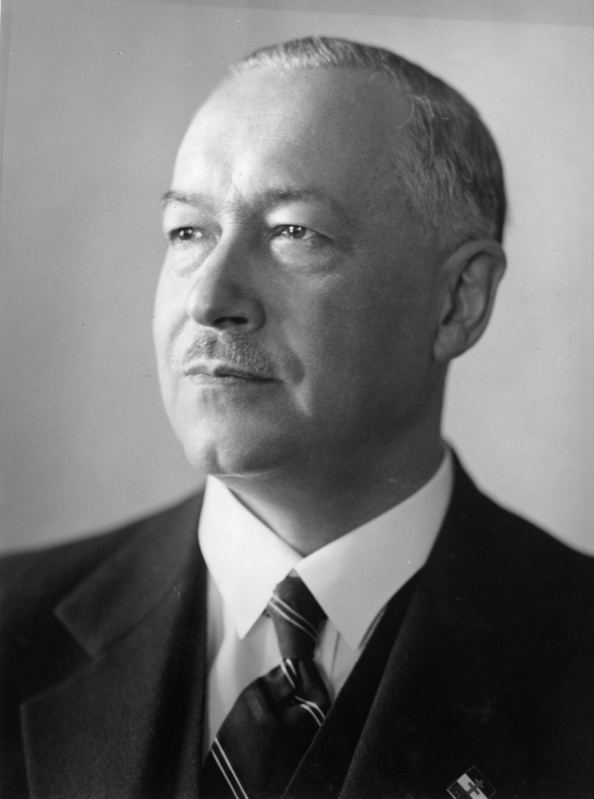
Kálmán Darányi

Kálmán Darányi de Pusztaszentgyörgy et Tetétlen (22 de março de 1886 em Budapeste - 1 de novembro de 1939 em Budapeste) foi um político húngaro que serviu como primeiro-ministro da Hungria de 1936 a 1938. Ele também atuou como presidente da Câmara dos Representantes da Hungria de 5 de dezembro 1938 a 12 de junho de 1939 e de 15 de junho de 1939 a 1 de novembro de 1939. Darányi foi associado à direita radical na política húngara e, embora não simpatizasse com os fascistas húngaros, seguiu uma política cada vez mais autoritária em casa e uma aliança com as potências fascistas Alemanha e Itália no exterior.